# Eleanor Patterson
Eleanor Patterson (ur. 22 maja 1996 w Leongatha) – australijska lekkoatletka specjalizująca się w skoku wzwyż, olimpijka (2021, 2024).
W 2013 została złotą medalistką mistrzostw świata juniorów młodszych w Doniecku. Mistrzyni igrzysk Wspólnoty Narodów w Glasgow (2014). W 2015 zajęła 8. miejsce na mistrzostwach świata w Pekinie. Piąta zawodniczka igrzysk olimpijskich w Tokio (2021).
W 2022 zdobyła srebro na halowych mistrzostwach świata w Belgradzie oraz sięgnęła po złoto światowego czempionatu na otwartym stadionie w Eugene i srebro na igrzyskach Wspólnoty Narodów w Birmingham. Srebrna medalistka mistrzostw świata w Budapeszcie (2023). Podczas rozgrywanych w Paryżu igrzysk olimpijskich (2024) zdobyła brązowy medal, wspólnie z Iryną Heraszczenko. W następnym sezonie w Nankinie została halową wicemistrzynią świata.
Złota medalistka mistrzostw Australii.
Rekord życiowy: stadion – 2,02 (19 lipca 2022, Eugene) rekord Australii i Oceanii; hala – 2,00 (19 marca 2022, Belgrad) rekord Australii i Oceanii.

## Osiągnięcia
| Rok  | Impreza                               | Miejsce        | Lokata            | Wynik |
| ---- | ------------------------------------- | -------------- | ----------------- | ----- |
| 2013 | Mistrzostwa świata juniorów młodszych | Donieck        | 1. miejsce        | 1,88  |
| 2014 | Igrzyska Wspólnoty Narodów            | Glasgow        | 1. miejsce        | 1,94  |
| 2015 | Mistrzostwa świata                    | Pekin          | 8. miejsce        | 1,92  |
| 2016 | Igrzyska olimpijskie                  | Rio de Janeiro | el. – 22. miejsce | 1,89  |
| 2021 | Igrzyska olimpijskie                  | Tokio          | 5. miejsce        | 1,96  |
| 2022 | Halowe mistrzostwa świata             | Belgrad        | 2. miejsce        | 2,00  |
| 2022 | Mistrzostwa świata                    | Eugene         | 1. miejsce        | 2,02  |
| 2022 | Igrzyska Wspólnoty Narodów            | Birmingham     | 2. miejsce        | 1,92  |
| 2023 | Mistrzostwa świata                    | Budapeszt      | 2. miejsce        | 1,99  |
| 2024 | Igrzyska olimpijskie                  | Paryż          | 3. miejsce        | 1,95  |
| 2025 | Halowe mistrzostwa świata             | Nankin         | 2. miejsce        | 1,97  |